# Fritz Stoebe
Fritz Stoebe  (* 29. April 1923; † 12. Juli 2007 in Hermannsburg) war der Begründer der Outplacement-Beratung in Deutschland.

## Leben
Im Alter von 54 Jahren verlor Stoebe seinen Posten als Geschäftsführer. Aus dieser Erfahrung heraus machte er es sich zur Aufgabe, auch anderen Betroffenen zu helfen. Zusammen mit Wolfgang Mewes, dem geistigen Vater der EKS-Strategie, erarbeitete Stoebe ein Vorgehen zur beruflichen Neuorientierung und eröffnete eine Unternehmensberatung. Diese entwickelte sich im Laufe der Jahre zu einem der führenden Anbieter von Outplacement-Beratung in Deutschland.
Fritz Stoebe war der Erste, der entlassenen Managern Hilfe bei der beruflichen Neuorientierung anbot, und musste sich damals – 1979 – noch mit der Bundesanstalt für Arbeit auseinandersetzen, die ein Monopol für diese Tätigkeit beanspruchte. Die Genehmigung, die Stoebe dann doch erhielt, machte es den später nachfolgenden Outplacement-Firmen leicht, sich zu etablieren.
Stoebe veröffentlichte zahlreiche Artikel zum Thema Outplacement in der Tages- und Fachpresse. Außerdem schrieb er ein Buch über seine Erfahrungen: „Outplacement - Manager zwischen Trennung und Neuanfang“, das 1993 im Campus-Verlag erschien.
Das Konzept, das Stoebe für den deutschen Arbeitsmarkt entwickelte, hat sich gegen die aus dem angelsächsischen Sprachraum importierten Methoden durchgesetzt. Heute arbeiten praktisch alle Anbieter von Outplacement-Beratung in Deutschland nach dem Stoebeschen Konzept.

## Schriften
- Outplacement – Manager zwischen Trennung und Neuanfang. Campus-Verlag 1993

| Personendaten    | Personendaten                           |
| ---------------- | --------------------------------------- |
| NAME             | Stoebe, Fritz                           |
| KURZBESCHREIBUNG | deutscher Unternehmensberater und Autor |
| GEBURTSDATUM     | 29. April 1923                          |
| STERBEDATUM      | 12. Juli 2007                           |
| STERBEORT        | Hermannsburg                            |